# Аркадіуш Протасюк
Аркадіуш Протасюк (пол. Arkadiusz Protasiuk; нар. 13 листопада 1974, Седльце, ПНР — пом. 10 квітня 2010, Смоленськ, Росія) — польський військовий льотчик, капітан авіації (майор — посмертно), командир екіпажу президентського літака та один із загиблих в авіакатастрофі під Смоленськом.

## Біографія
Народився у Седльцях. У дитинстві переїхав із Зомбковіце до Олькуша, де працював у Волонтерській службі порятунку на воді (WOPR).
У 1993 році з відзнакою закінчив Вищу авіаційну школу в Дембліні, так звану «Школу орлят». 28 червня 1997 року його підвищили до першого офіцерського звання другого лейтенанта. З того ж року служив у 36-му спеціальному полку транспортної авіації, з 2008 року — командиром екіпажу Ту-154М. Був пілотом вищого класу, уповноваженим здійснювати денні та нічні польоти згідно з процедурами як командир льотних екіпажів Ту-154 М і Як-40. У 2005 році пройшов теоретичний курс за ліцензією лінії ATPL (A) у сертифікованому навчальному центрі «LOT Polish Airlines», готуючись до міжнародних рейсів. У 2009 році пройшов спеціалізовану підготовку з процедур точного та неточного підходу на Embraer 175, організовану Swiss AviationTraining Ltd. з Цюріха. Тренінги були пов'язані з остаточно закінченим проєктом придбання VIP літаків. Його загальний рейд склав 3531 годину, на літаку Ту-154М 2907 годин, з них 445 годин як командир.
Вивчав політичні науки на факультеті журналістики та політичних наук у Варшавському університеті. У 2003 році закінчив аспірантуру на факультеті кібернетики Військового технологічного університету в галузі європейської інтеграції та національної безпеки.
12 серпня 2008 року він був другим пілотним у складі екіпажу літака президента Леха Качинського під час перельоту до Грузії, під час якого пілоти відмовилися змінити місце посадки з Гянджі, Азербайджан, у Тбілісі. На початку 2010 року він брав участь в операціях гуманітарної допомоги жертвам землетрусу на Гаїті. Повернувшись з Гаїті 24 січня 2010 року, він приземлився у варшавському військовому аеропорту на літаку Ту-154М № 101 з пошкодженим блоком управління. 4 лютого 2010 року разом з іншими членами штату 36 СПЛТ за участь у гуманітарній операції нагороджений командиром ВПС Польщі ген. Анджеєм Бласіком.
У квітні 2010 року він був у складі екіпажу двох рейсів з Варшави до Смоленська в рамках відзначення 70-ї річниці Катинської трагедії. 7 квітня 2010 року під час польоту до Смоленська з прем'єр-міністром Дональдом Туском він був другим пілотом (першим пілотом був підполковник Бартош Стройський). Під час другого польоту 10 квітня 2010 року він загинув у катастрофі польського літака Ту-154М у Смоленську. Під час польоту він був командиром екіпажу літака, хоча за попередніми планами командиром екіпажу повинен був бути підполковник Бартош Стройський — пілот, який був командиром екіпажу під час польоту 7 квітня. Відповідно до остаточного звіту, Державна комісія з розслідування авіаційних аварій (KBWLLP), досліджуючи причини катастрофи, 10 квітня 2010 року не мала дійсних дозволів на виконання посадки командиром літака Ту-154М в системах ILS, NDB, VOR DME, PAR та RSL, а також він не мав дійсних дозволів на польоти на літаках Ту-154М та Як-40. 24 квітня 2010 року його поховали на муніципальному кладовищі поблизу Гродзиська-Мазовецького. Під час похорону над процесією пролетіли три військові літаки із загону «Орлят» в знак шани загиблому пілоту.
Був одружений. Дружина Магдалена. Виховував двох дітей: син Миколай та донька Марія. Володів російською та англійською мовами.
Посмертно, рішенням Міністра національної оборони Богдана Кліха від 13 квітня 2010 йому було присвоєно звання майора.
9 вересня 2011 року в Олькуші було відкрито пам'ятник, присвячений двом пілотам, пов'язаним із містом, які загинули в авіакатастрофі: полковнику Здзіславу Цесліку та майору Аркадіушу Протасюку.

## Нагороди
- Лицарський хрест Ордена Відродження Польщі — 2010, посмертно[34]
- Бронзовий Хрест Заслуги — 2007[35]
- Бронзова медаль «За заслуги при обороні країни»— 2005 р.[1]